# Apomarsupella revoluta
Apomarsupella revoluta là một loài rêu tản trong họ Gymnomitriaceae. Loài này được (Nees) R.M. Schust. miêu tả khoa học lần đầu tiên năm 1996.